# 1132

## Догађаји
- Неуспешна кампања Болеслава III Кривоустог у Угарску.
- 22. јул - Битка на реци Шајо Битка која се догодила током борбе за власт у Угарској између Беле II и његовог рођака Бориса .
- 24. јул - Краљ Сицилије Руђер II Сицилијански гуши побуну.
- Абасиди су повратили политичку моћ, али само у јужном Ираку и Хузистану.
- У Кијевској Русији сукоб Владимировича (сина Владимира Всеволодовича Мономаха) са својим нећацима Мстиславичима (синови Мстислава Владимировича) .
- 15. април - Смрт великог војводе од Кијева Мстислава и, током борбе за Перејаслав, Кијевски принц Јарополк Владимирович предао је Перејаслав Изјаславу Мстиславичу.
- 16. април - Јарополк Владимирович постаје Велики принц Кијевске Русије.